# Zdislava (Liberec)
Zdislava é uma comuna checa localizada na região de Liberec, distrito de Liberec‎.